# Radio Tornado
Radio Tornado was een Belgische vrije radiozender gevestigd in de Goudenhoofdstraat 36 te Kortemark, die uitzond van 1982 tot 2004.
De zender werd opgericht door het echtpaar Ivan Debruyne (artiestennaam Tony Lenco) en Cadie Gunst (artiestennaam Tineke Dubois).  
TORNADO was een letterwoord voor Totale Ontspannings Radio Naast Alle Dagelijkse Onderrichtingen. 
De zender was aangesloten bij radioketen 'Familyradio - Contact 2'.
De zender speelde vooral Vlaamse schlagermuziek en populaire hits. Onder andere de Brugse charmezanger Frank Valentino was er een graag geziene gast, die er ook een tijdlang een programma presenteerde.
Radio Tornado had een trouw publiek dat vaak inbelde met verzoekjes en het organiseerde ook nu en dan zijn eigen vedetteparades.  
Een opvallende uitzondering op de stijl van de zender was het cultprogramma 'Fata Morgana', waarin elke vrijdagavond tussen 22.00 en 23.00 u de alternatieve muziekscene aan bod kwam met presentator en samensteller Johan Decleir.  
In het beginstadium was Tornado elke avond tussen 17 u en 21 u te beluisteren én in het weekend. In 1987 werd de vergunning verkregen om 24 u op 24 u uit te zenden.   
In 1989 gaf het ministerie een bekroning aan een aantal vrije radio's. Radio Tornado werd laureaat in de klasse met de hoogste zendtijd en Ivan Debruyne en Cadie Gunst kregen uit handen van Sabam-voorzitter Victor Legley 'de Gouden Ecu'.  

## Trivia
- Op 5 december 1988 werd door Willem Vermandere een uitzending van Radio Tornado-dj Piet Van Loo (artiestennaam van Yvan Scheirs) opgenomen, wegens zijn aparte, stuntelige stijl van presenteren. Het tapeje circuleerde lange tijd in het Vlaamse muzikantencircuit. Uiteindelijk stond de opname model voor het typetje Marcel in het tv-programma Willy's en Marjetten.

## Bron
- www.rudygybels.be/radios/tornado.htm
- Opname van Radio Tornado (deel 1)
- Opname van Radio Tornado (deel 2)
- https://westhoekverbeeldt.be/ontdek/detail/47a820b5-8df0-ce46-46eb-ae41512dd08c